# University of San Diego
La University of San Diego è un'università privata di indirizzo cattolico con sede a San Diego, nello stato americano della California.
Le origini dell'università si ricollegano a quelle di due precedenti istituti, entrambi sorti nel 1949: uno femminile, il San Diego College for Women, fondato dalle religiose della Società del Sacro Cuore di Gesù, e uno maschile, la San Diego University, fondato da Charles Francis Buddy, futuro vescovo di San Diego. I due istituti universitari si fusero nel 1972.